# St. Lubentius (Kell)

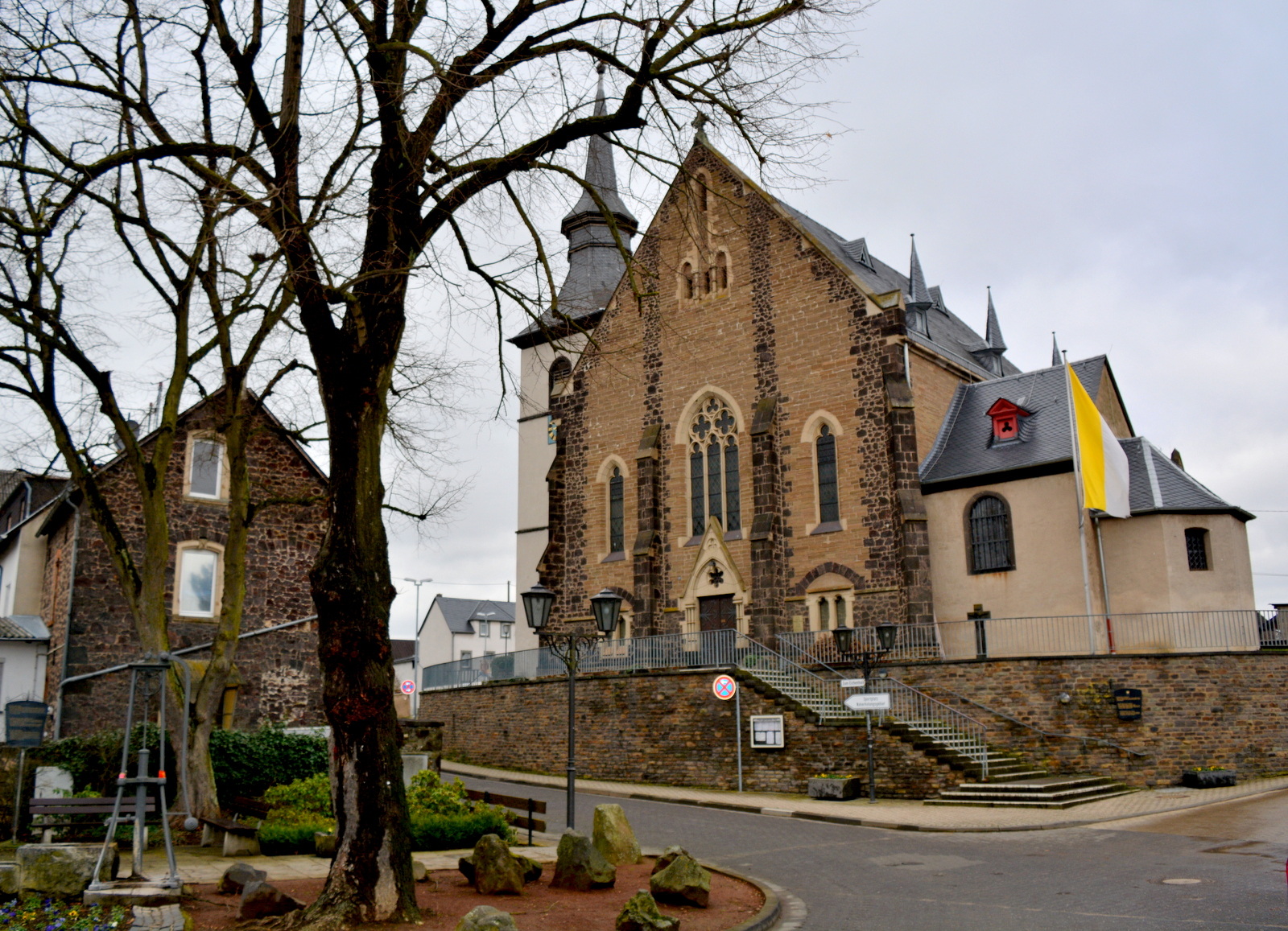
Pfarrkirche St. Lubentius

Die Pfarrkirche St. Lubentius ist ein neugotischer Sakralbau im Stadtteil Kell der Stadt Andernach im Landkreis Mayen-Koblenz im nördlichen Rheinland-Pfalz.

## Geschichte
In einer Urkunde vom 29. Januar 1330 wurden eine Kirche in Kell und ihr ortsansässiger Pfarrer erstmals erwähnt. Ursprünglich wurde die Kirche dem heiligen Lubentius (ca. 300 bis 370) gewidmet. Dieser wurde für seine Missionstätigkeit an Mosel und Lahn verehrt. Sein Bildnis befindet sich in einem Fenster im hinteren Teil der Kirche.
Im Stil des Barock wurde in den Jahren 1744 und 1745 eine neue Kirche gebaut. Von dem romanischen Turm der alten Kirche blieb nur der Unterbau erhalten.
Seit 1802 war die neue Kirche dem Patrozinium Marias als Mater Dolorosa, der schmerzhaften Mutter, unterstellt. Die Kirchweihe ist zurückzuführen auf die Übernahme der Pietà aus dem ehemaligen Karmeliterkloster St. Antonius in Tönisstein. Die Pietà wurde ein beliebtes Ziel von Pilgern, die seitdem nicht mehr nach Tönisstein, sondern nach Kell kamen.
Die steigende Pilgerzahl und die Entwicklung Kells zu einem Wallfahrtsort führten zu einer dauerhaften Überlastung. Aus diesem Grunde bat 1868 das Bistum Trier die Dorfbewohner, die Kirche zu erweitern. Wegen der schlechten Finanzlage begannen die Bauarbeiten aber erst im Jahre 1902.
Der neugotische Neubau der Kirche erfolgte in den Jahren 1902 bis 1905 in Form einer Quererweiterung des barocken Vorgängerbaus unter Beibehaltung des alten romanischen Turmes und des alten Chores. Die endgültigen Pläne stammten vom Regierungsbaumeister Leopold Schweitzer, der vorwiegend Kirchen baute. Von der ehemaligen reichen kirchlichen Ausstattung, die größtenteils aus dem benachbarten Kloster Tönisstein stammte, blieb nur noch ein Teil erhalten.
Nach ihrer Fertigstellung wurde die Kirche am 12. Juni 1905 von Bischof Michael Felix Korum geweiht.

## Altäre
Der Hauptaltar zeigt Motive aus dem glorreichen Rosenkranz bzw. dem Marienleben, die Seitenaltäre stellen Ausschnitte aus dem Marienleben, unter anderem Anna selbdritt, sowie aus dem Leben des heiligen Josef dar.

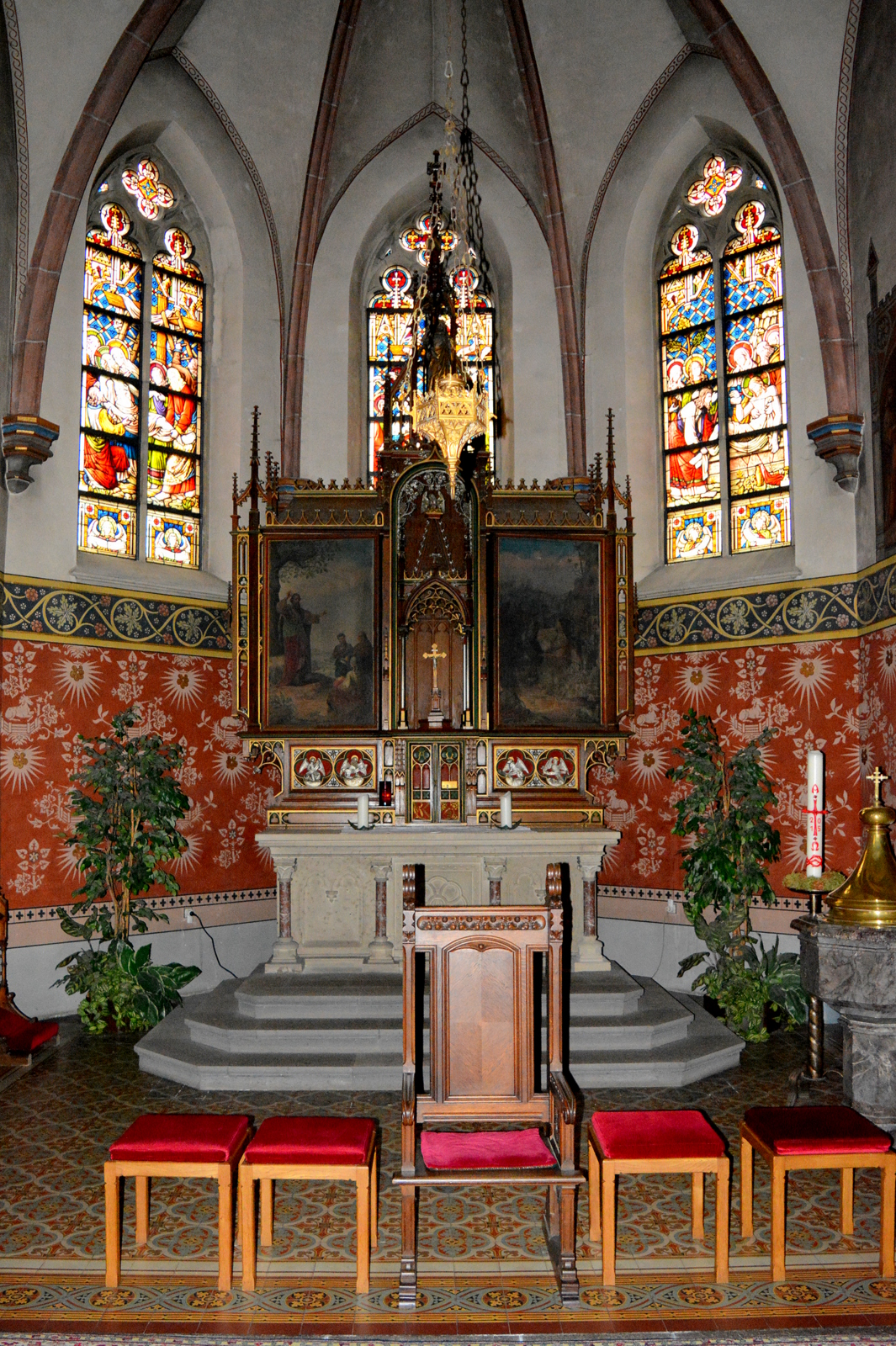
Hochaltar
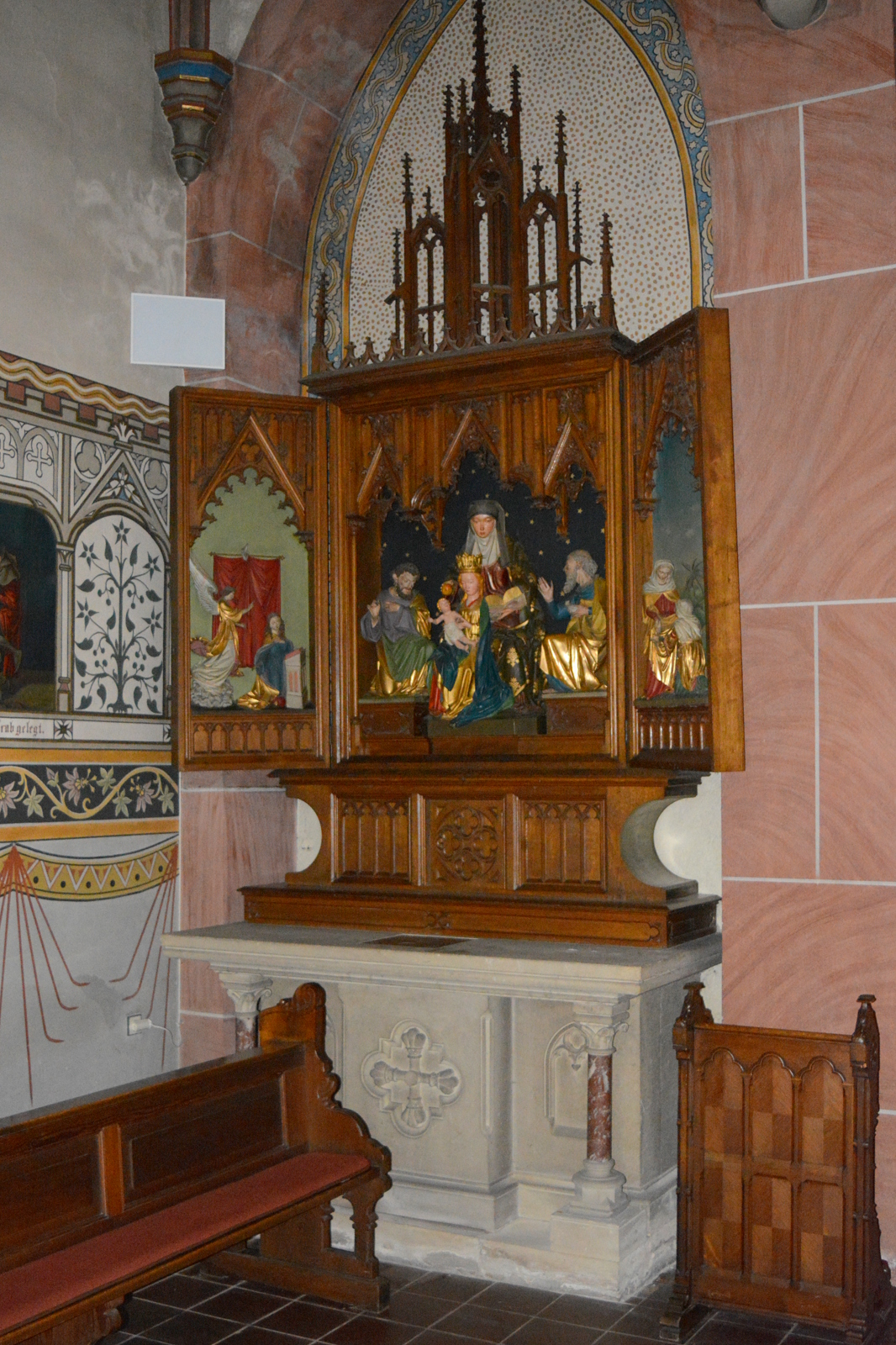
Linker Seitenaltar
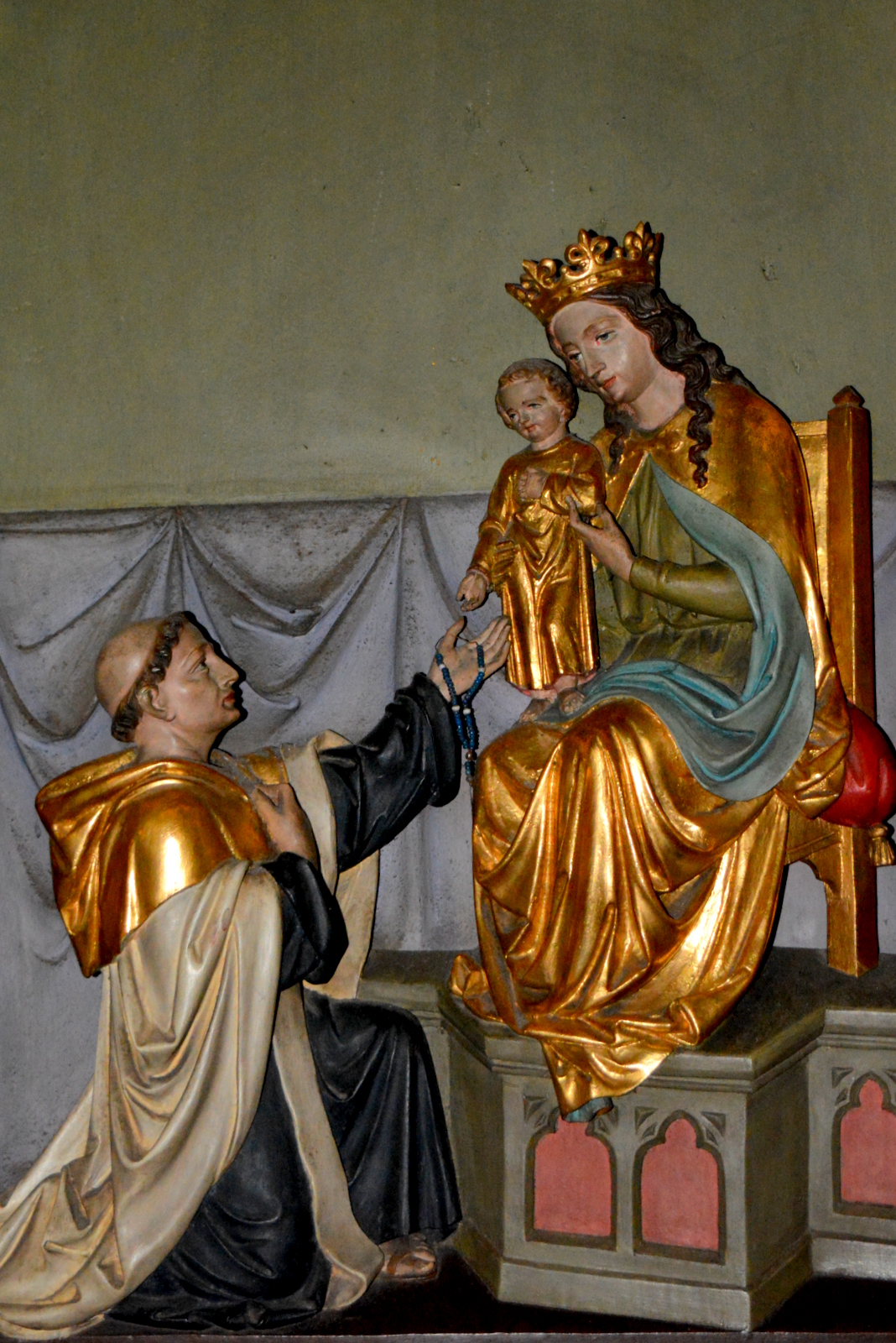
Rechter Seitenaltar (Ausschnitt)
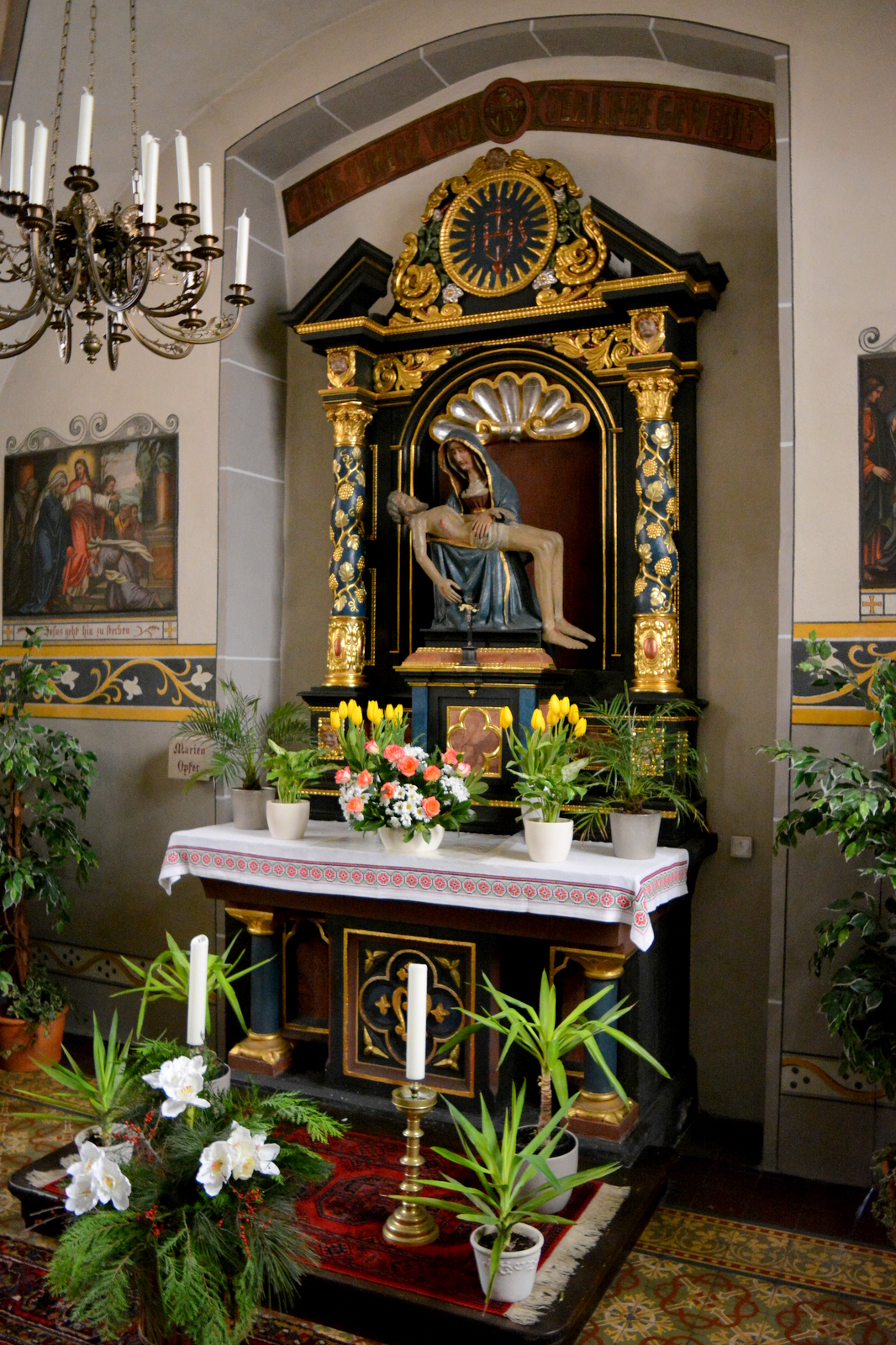
Altar im alten Chor
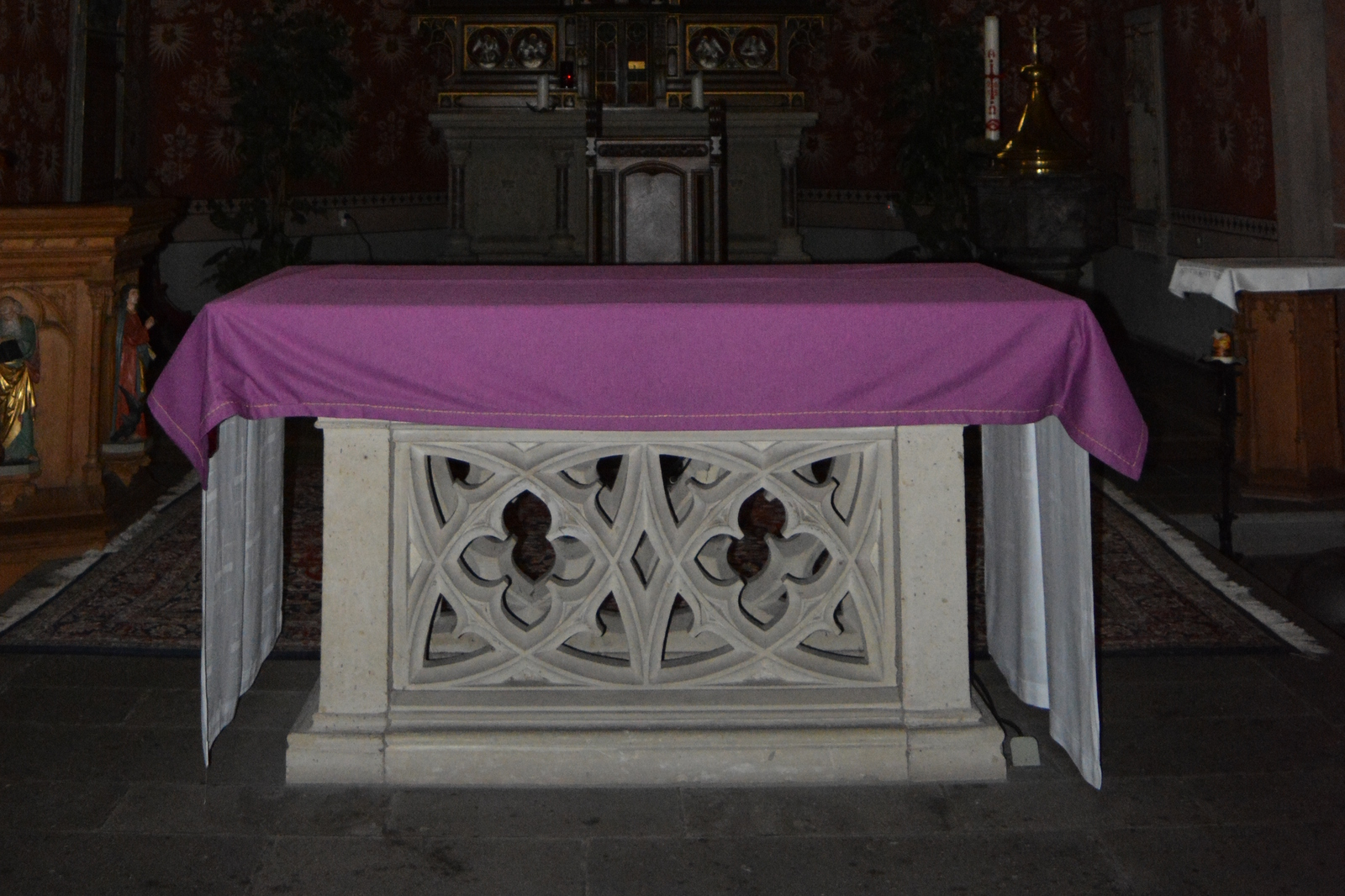
Volksaltar

## Figuren und Wandfresken
Die Figuren an der Kanzel stellen die Evangelisten dar. In der Kapelle für die gefallenen Soldaten befindet sich eine Kreuzigungsgruppe.
Die Wandfresken zeigen unter anderem Abraham und Isaak sowie den Kreuzweg Jesu.

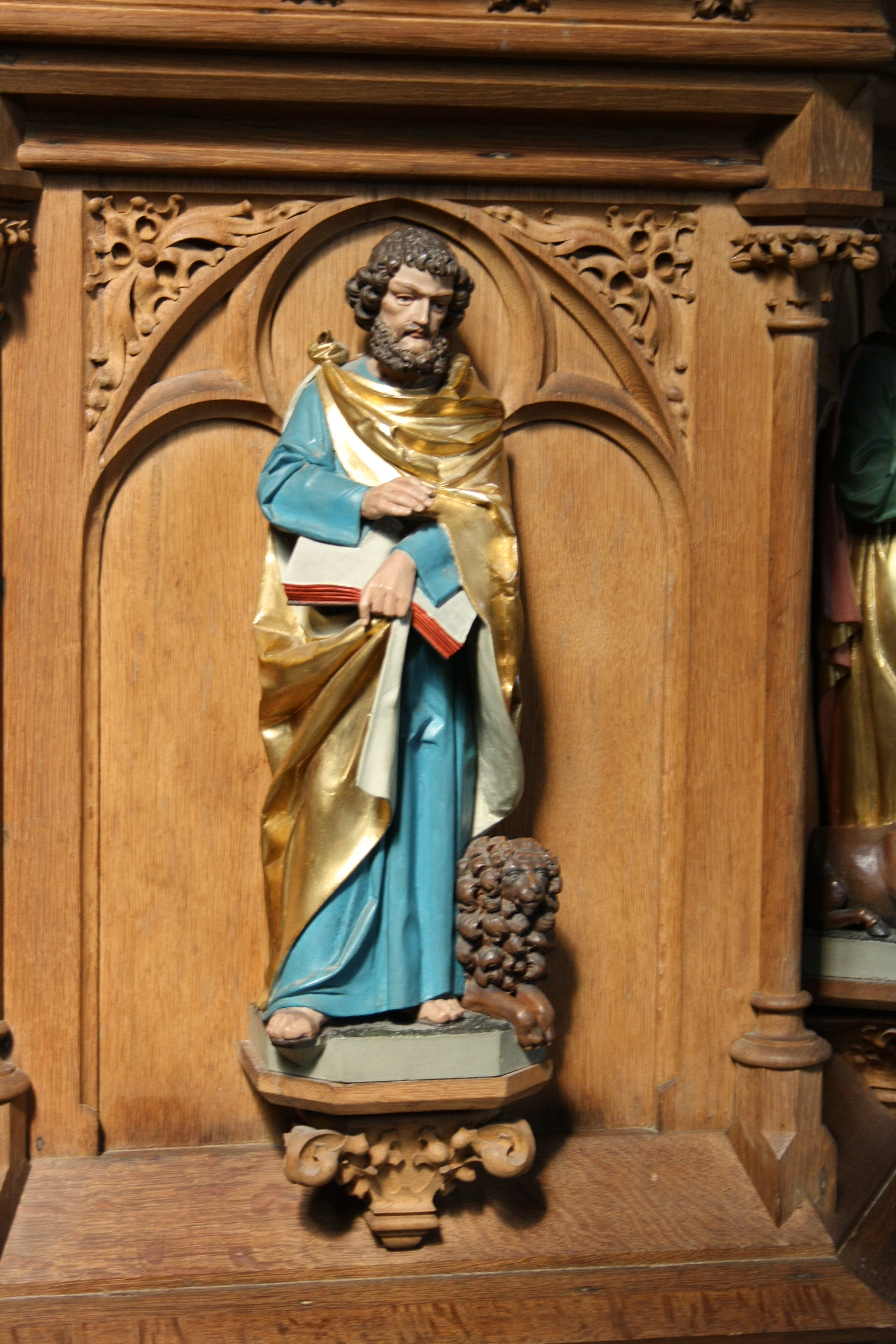
Evangelist Markus
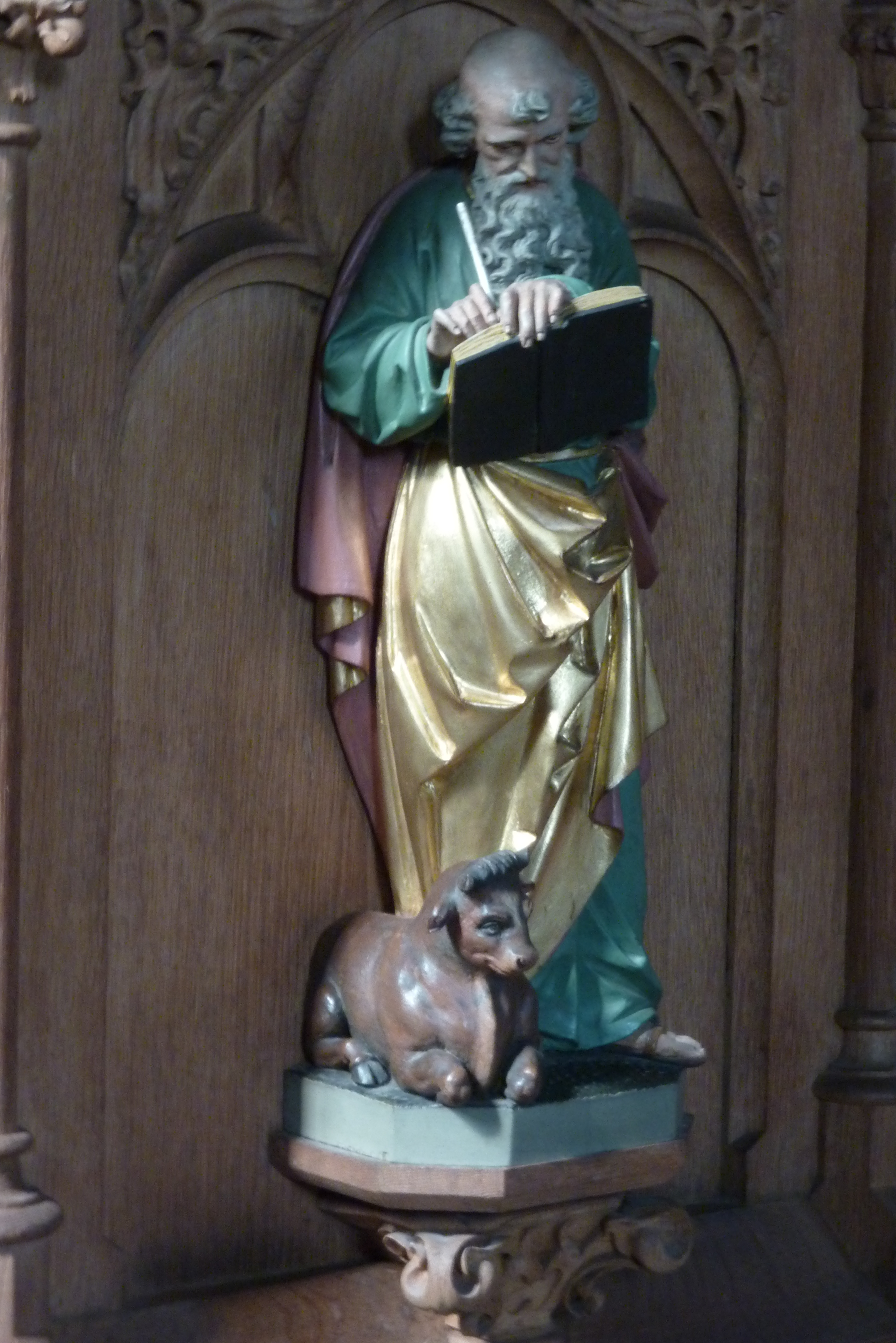
Evangelist Lukas
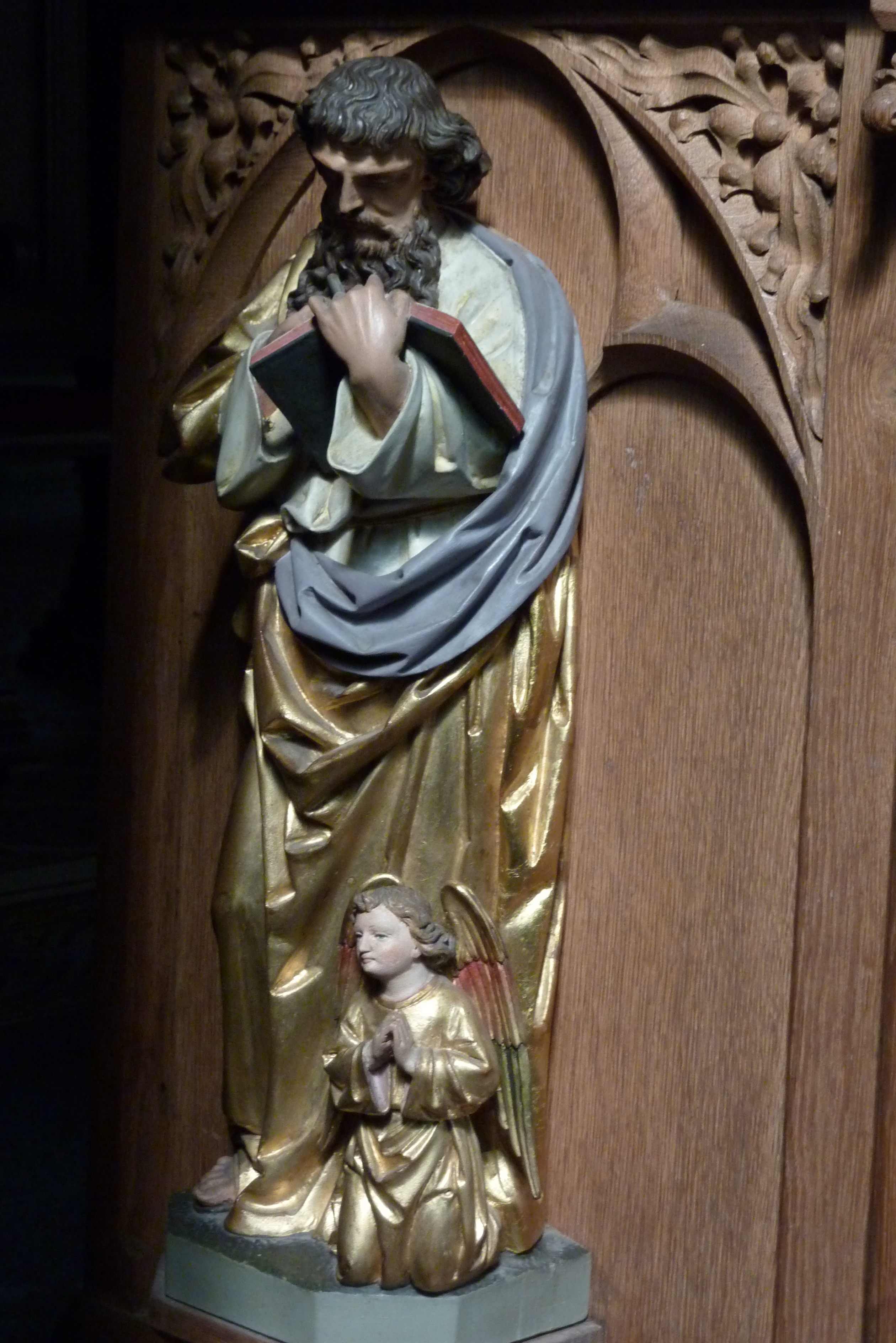
Evangelist Matthäus
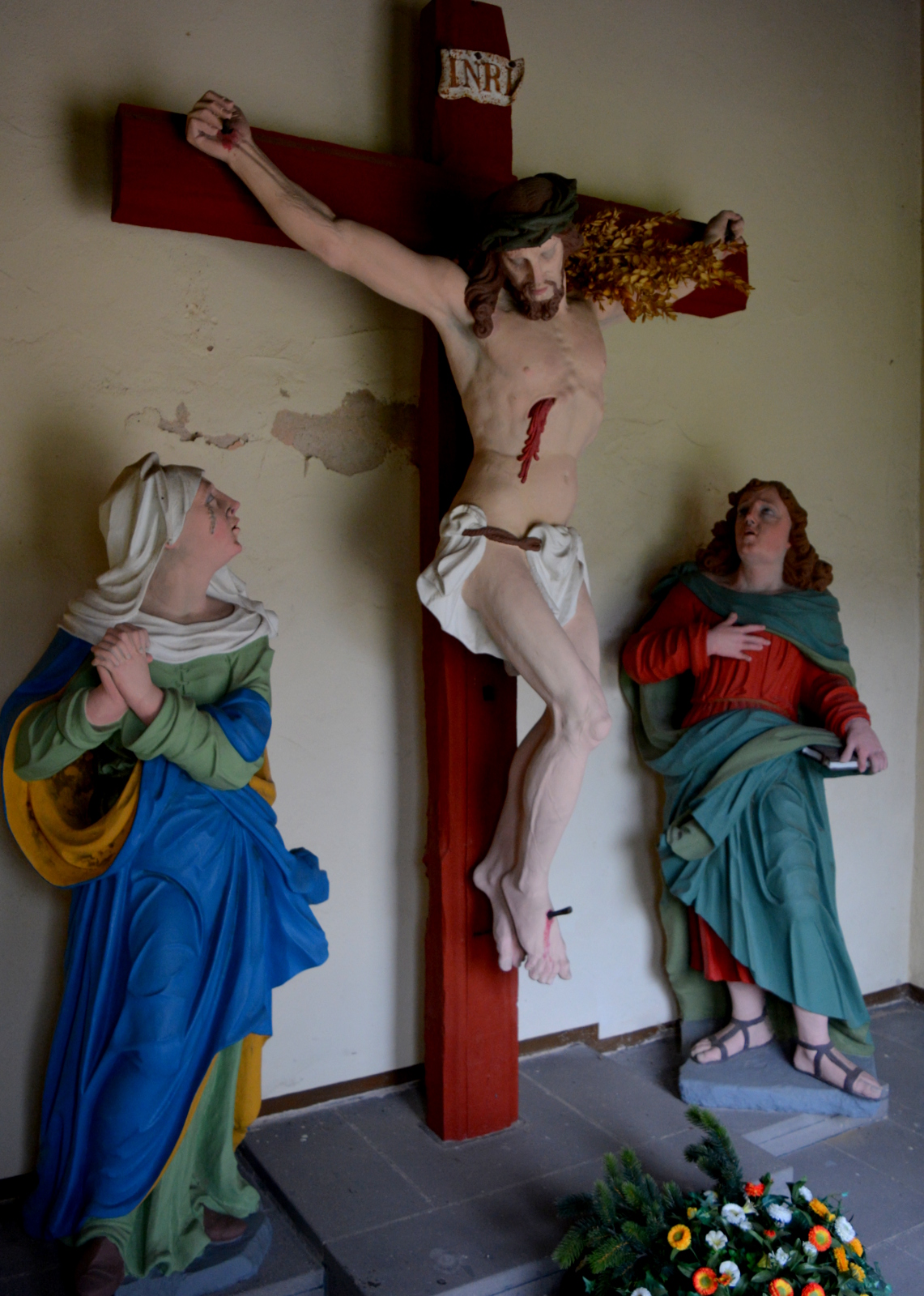
Kreuzigungsgruppe
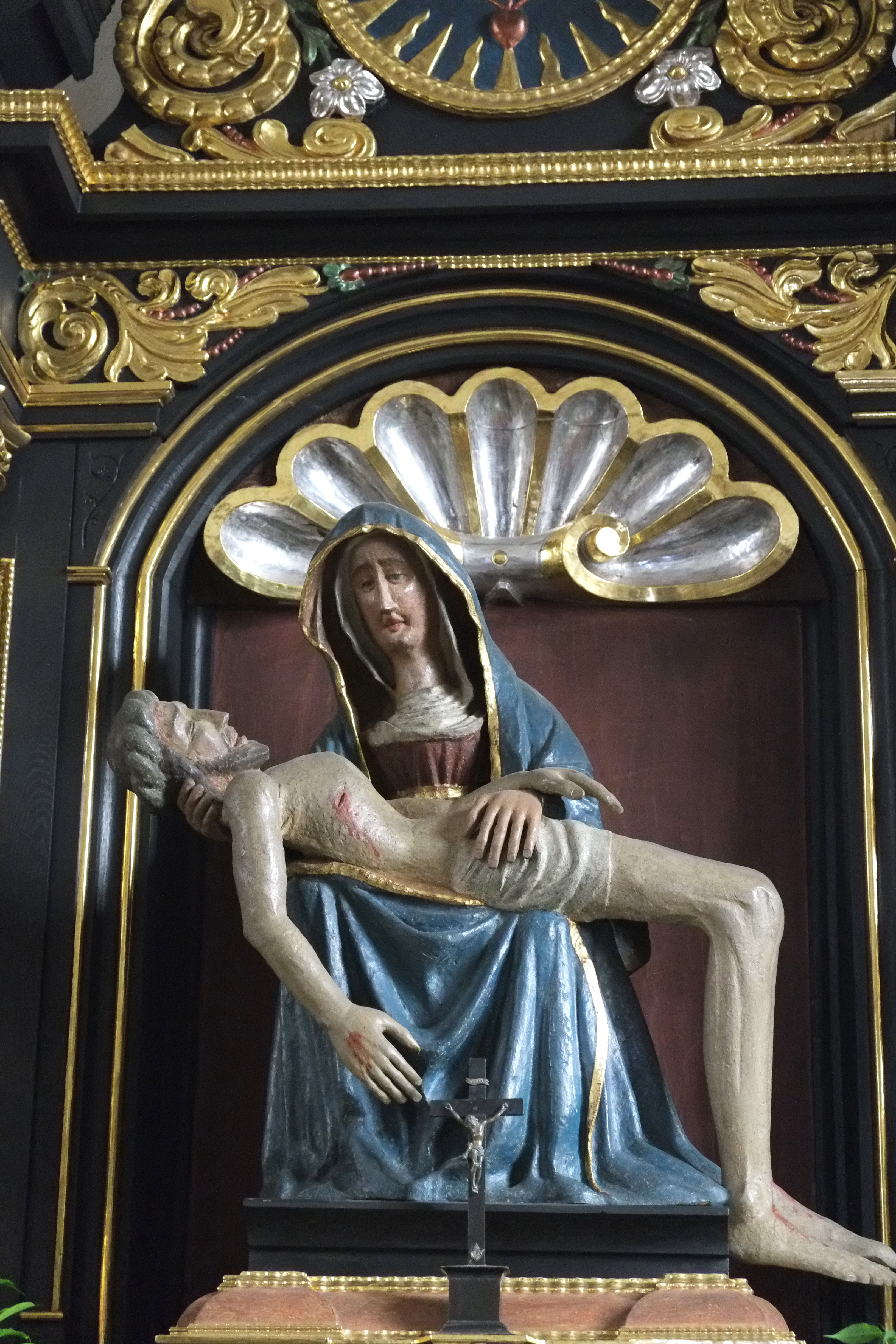
Pietà
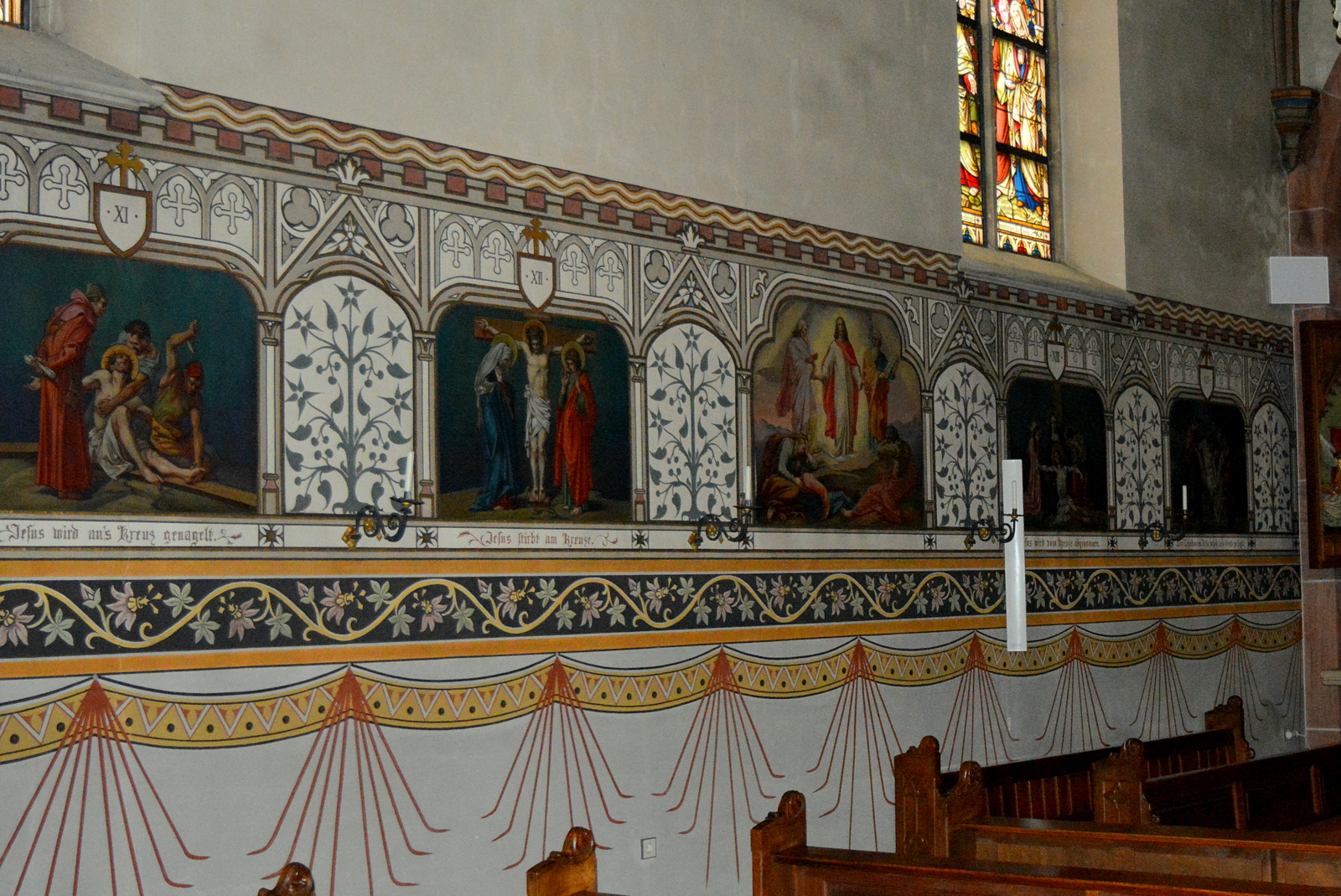
Wandfresken (Ausschnitt)
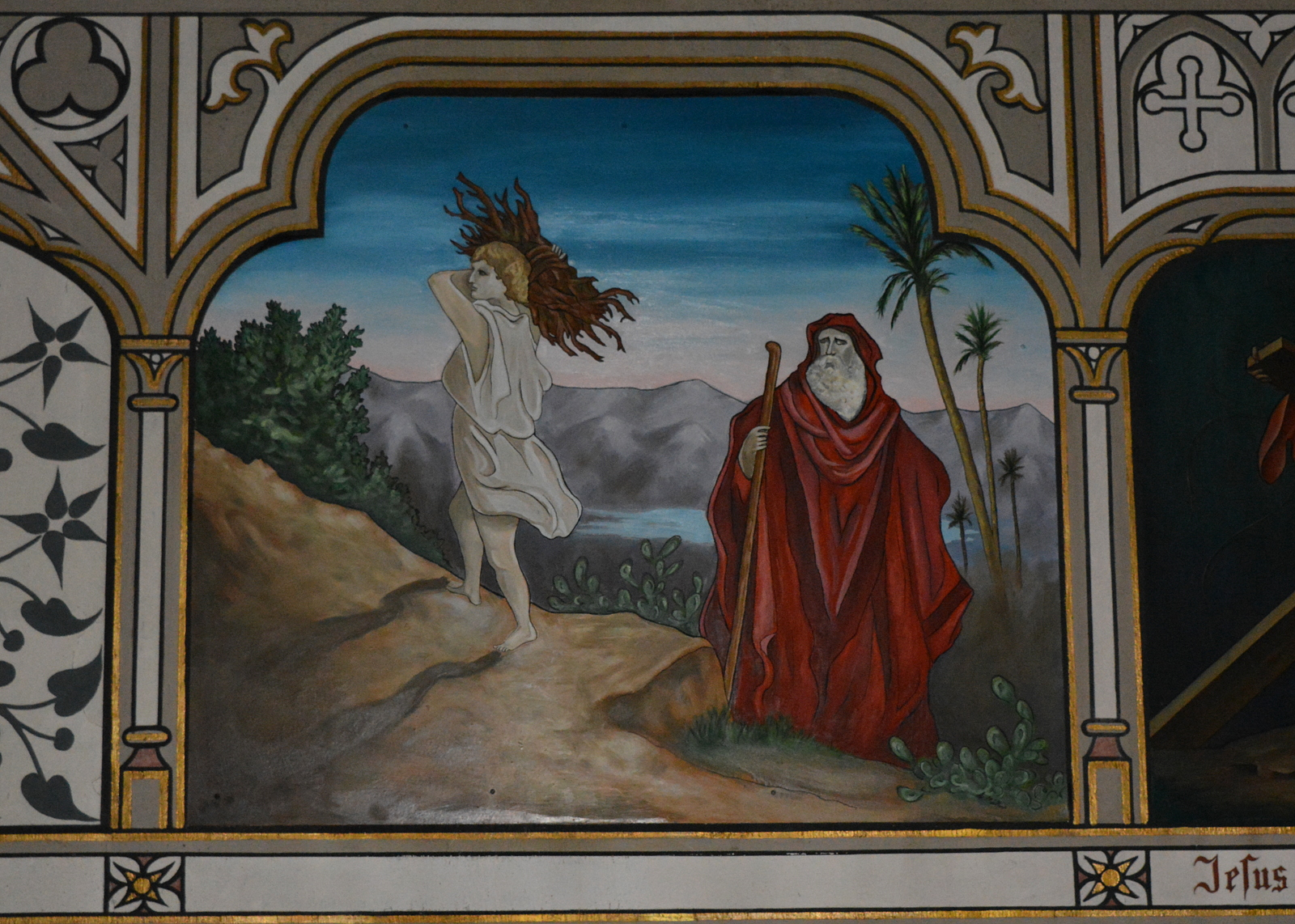
Abraham und Isaak
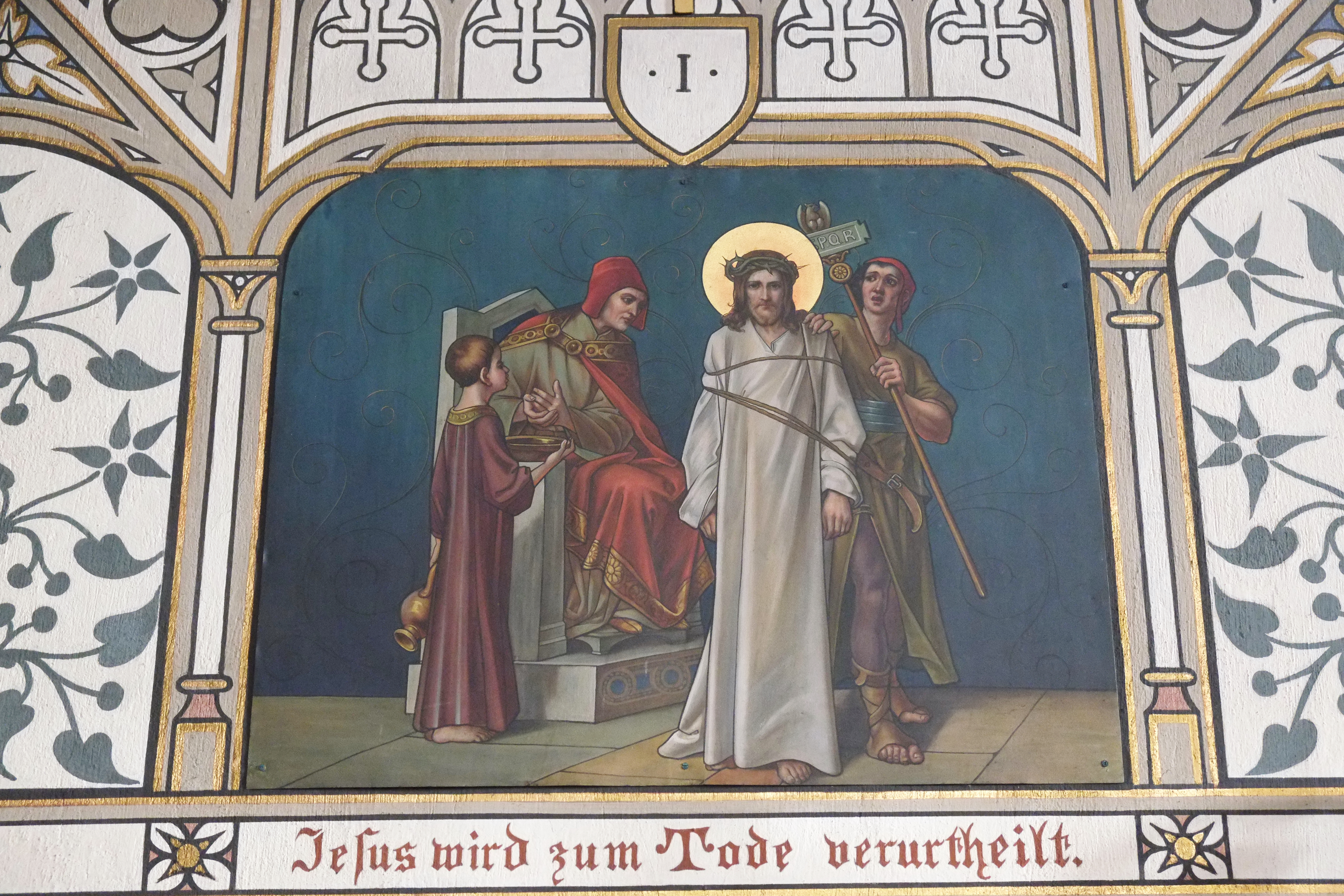
Kreuzweg 1. Station
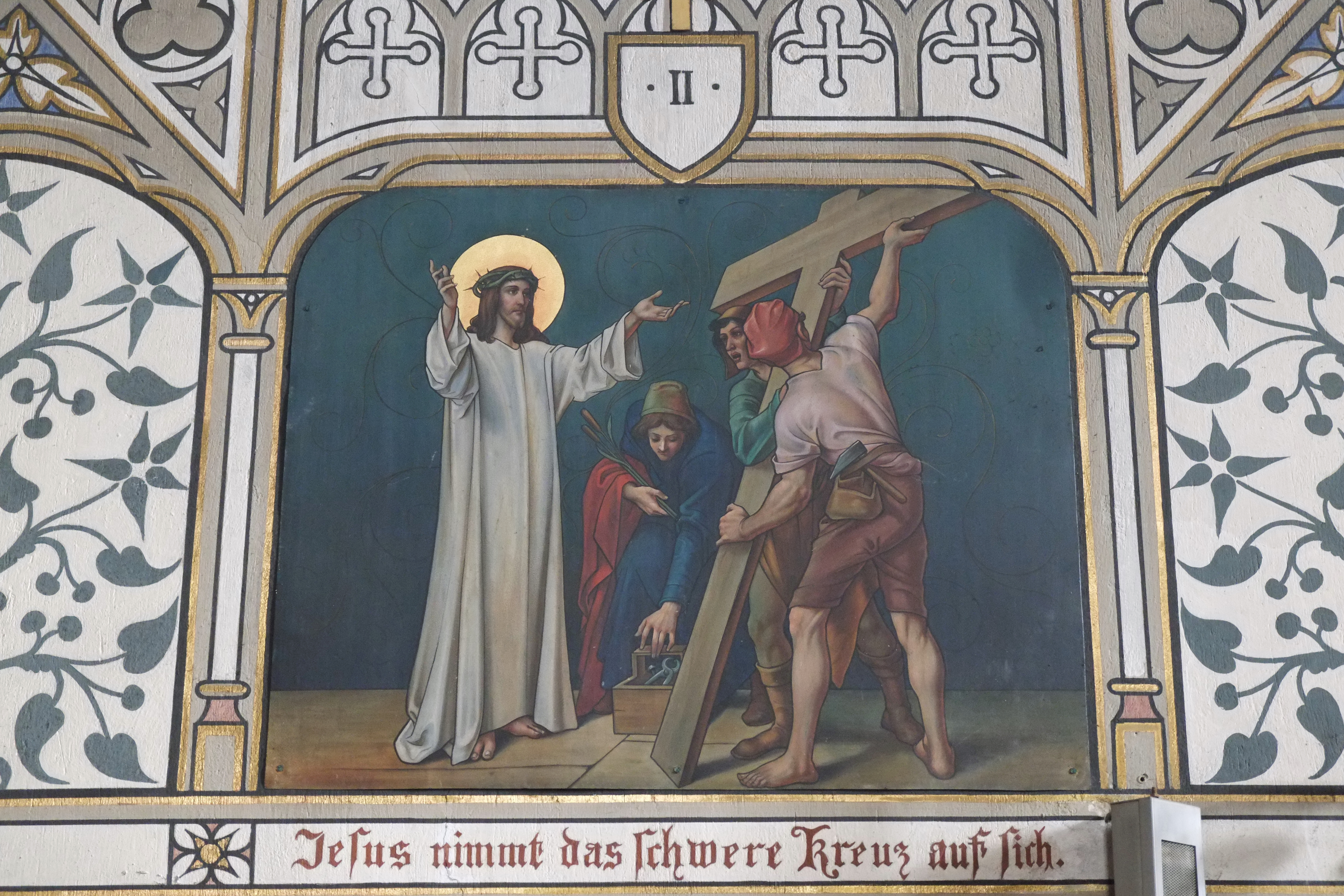
Kreuzweg 2. Station
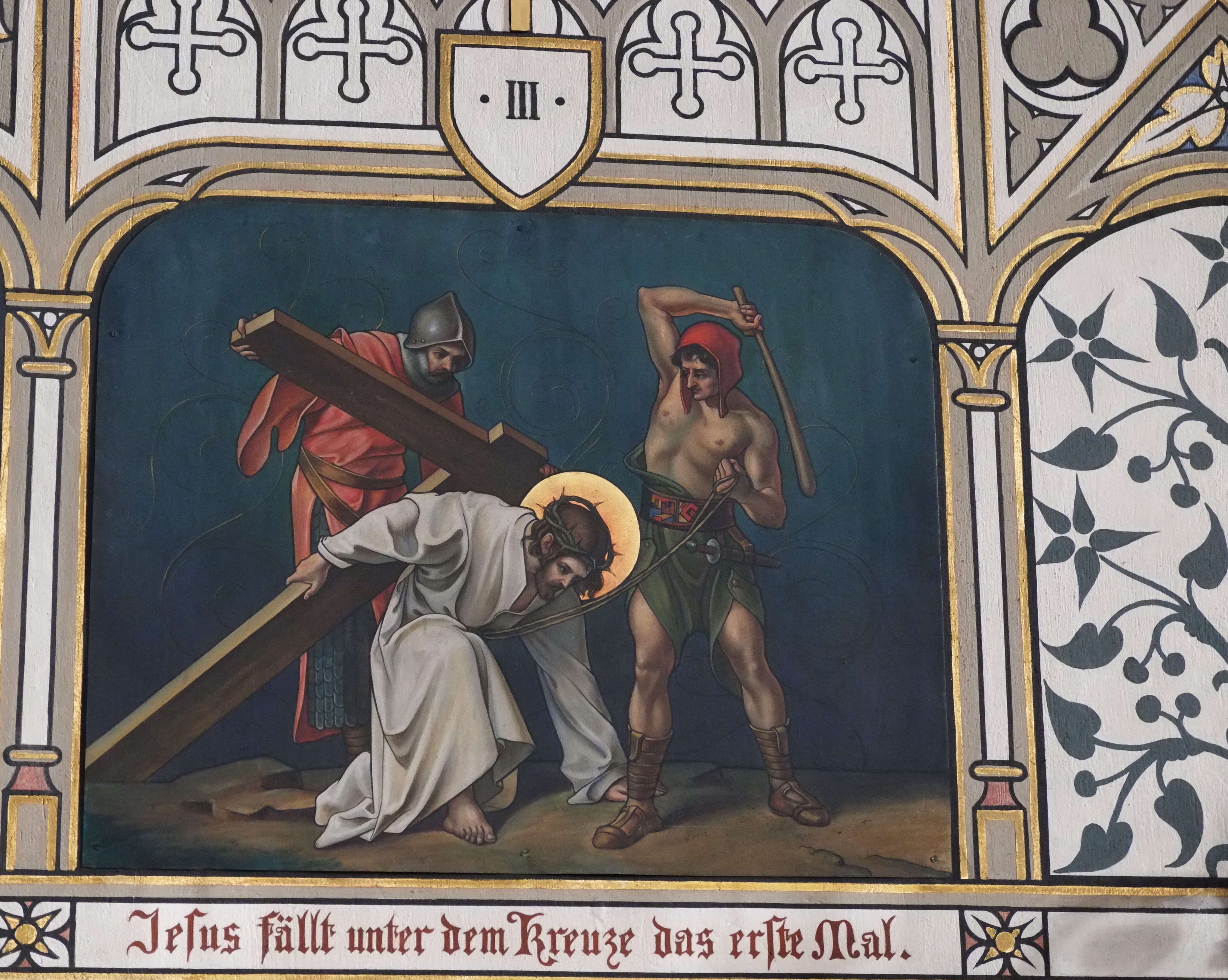
Kreuzweg 3. Station
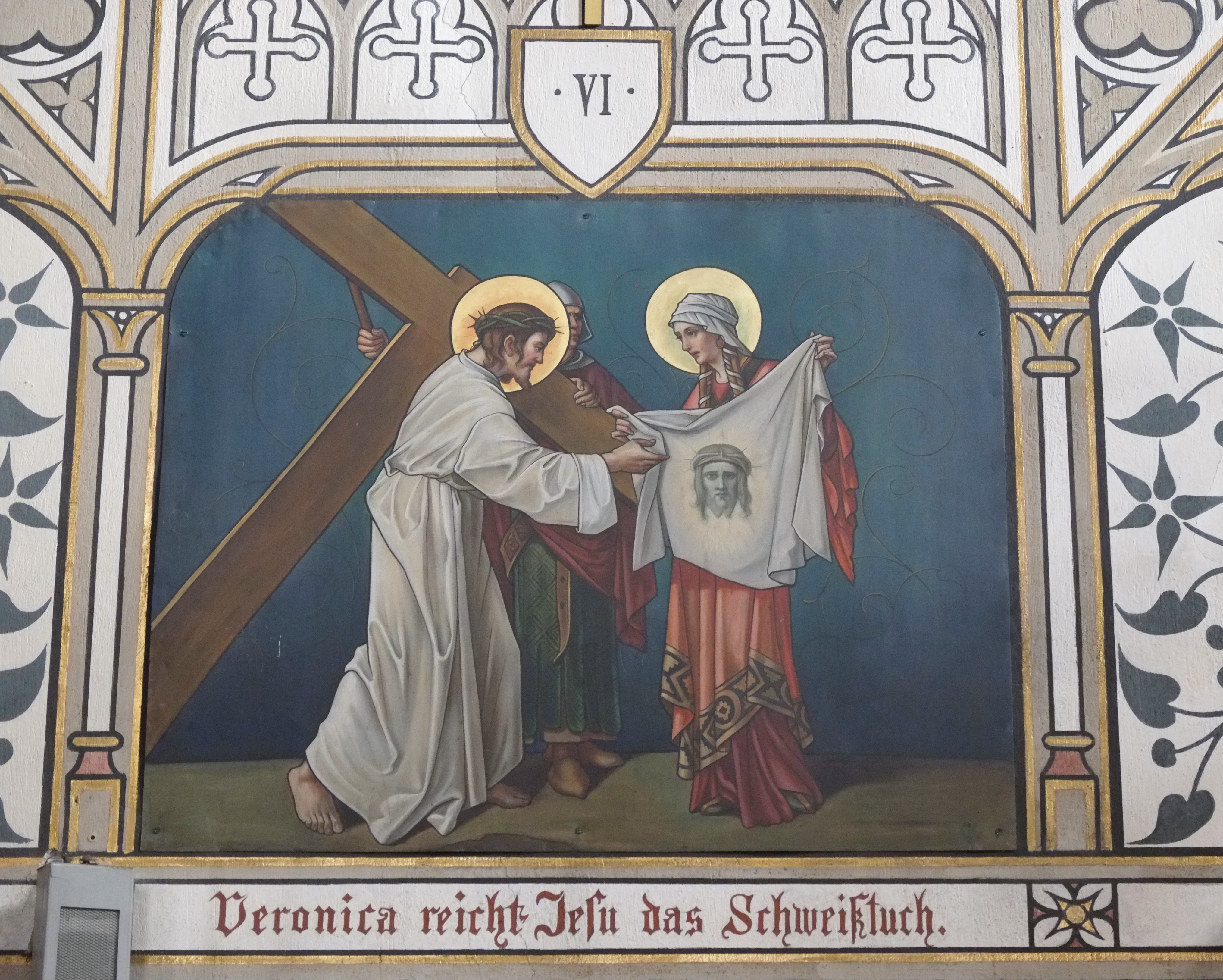
Kreuzweg 6. Station
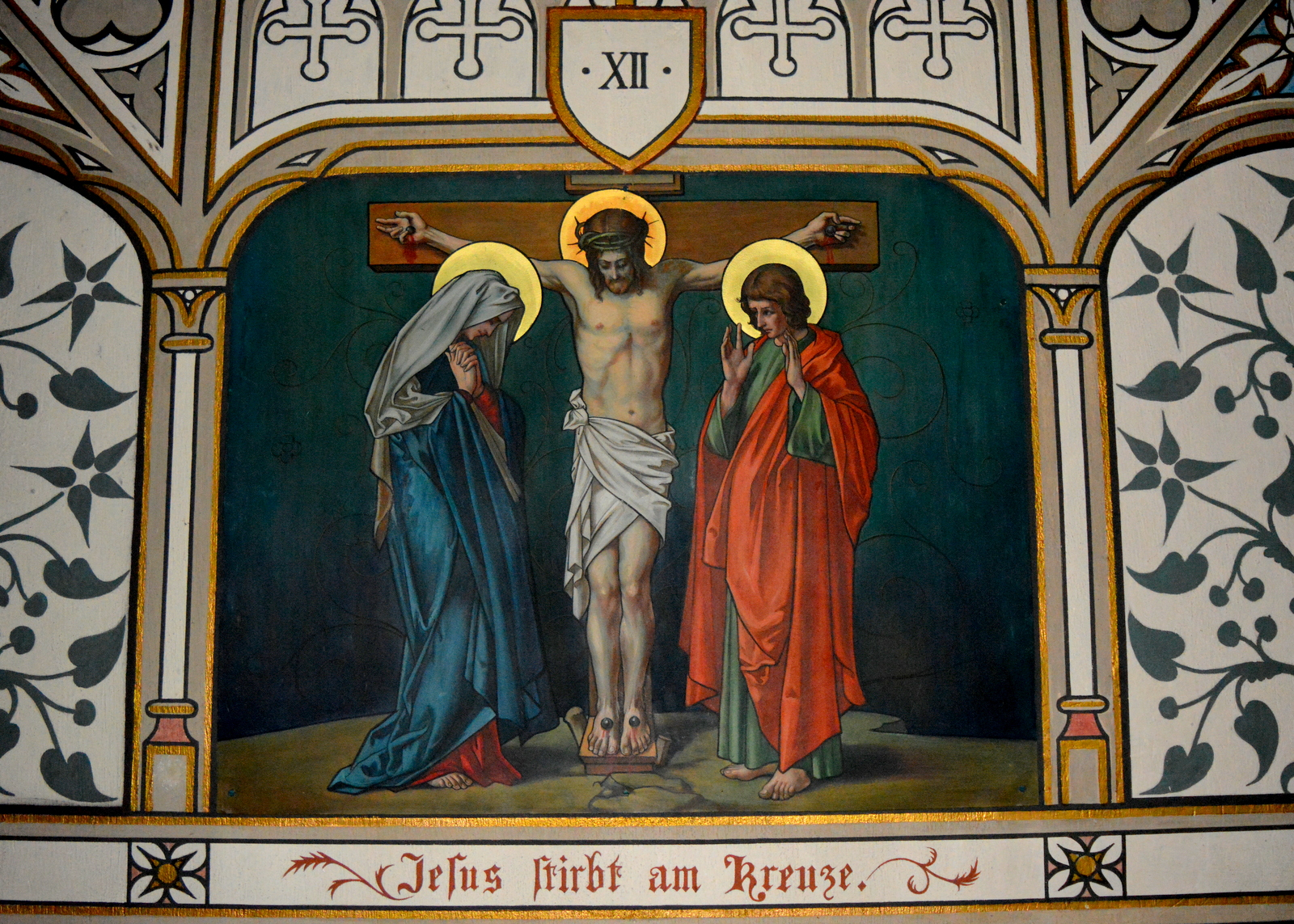
Kreuzweg 12. Station

## Bleiglasfenster
In den farbigen Bleiglasfenstern sind unter anderem Apostel und Evangelisten, verschiedene Szenen aus dem Leben und Sterben Christi sowie der heilige Lubentius zu sehen.

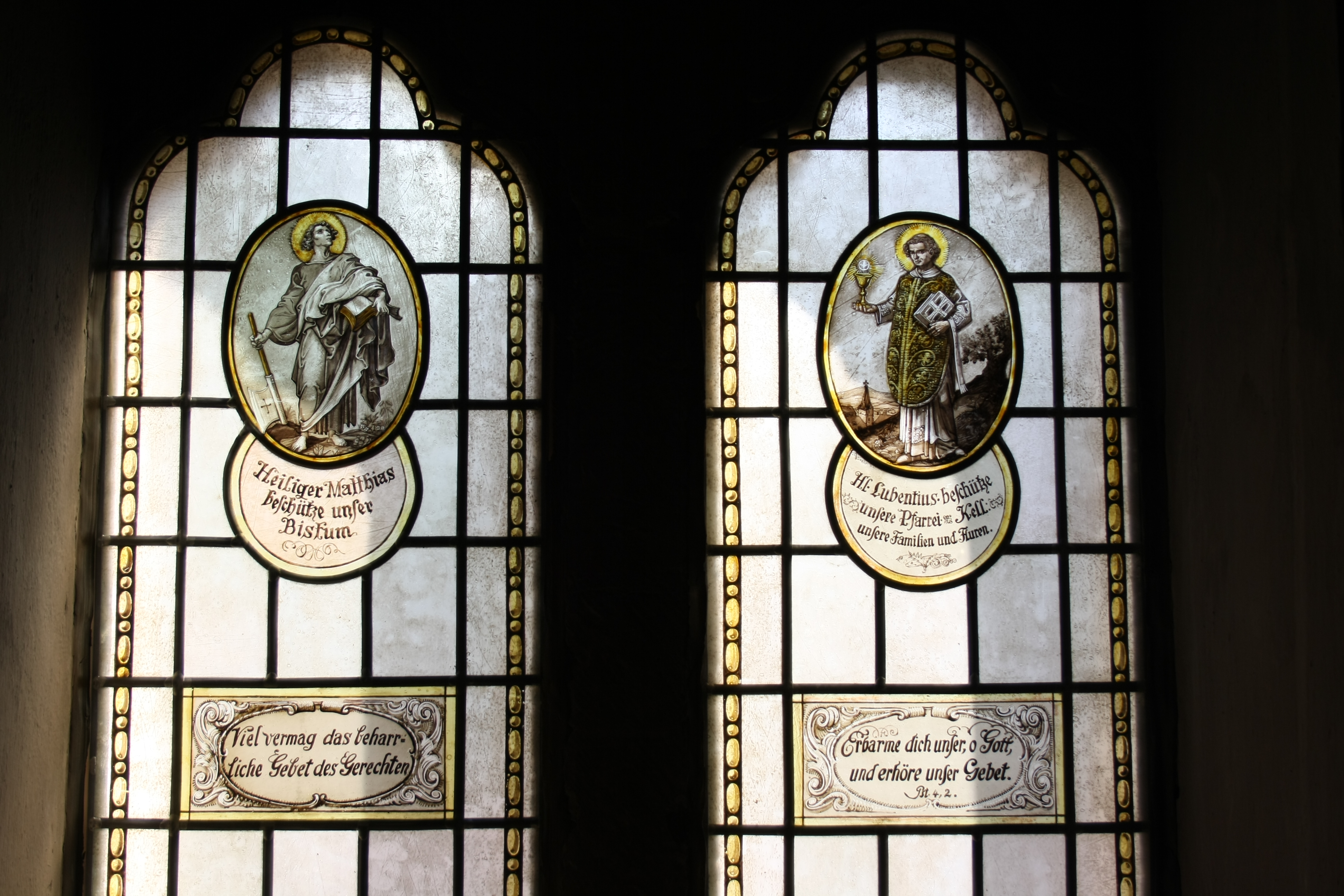
Apostel
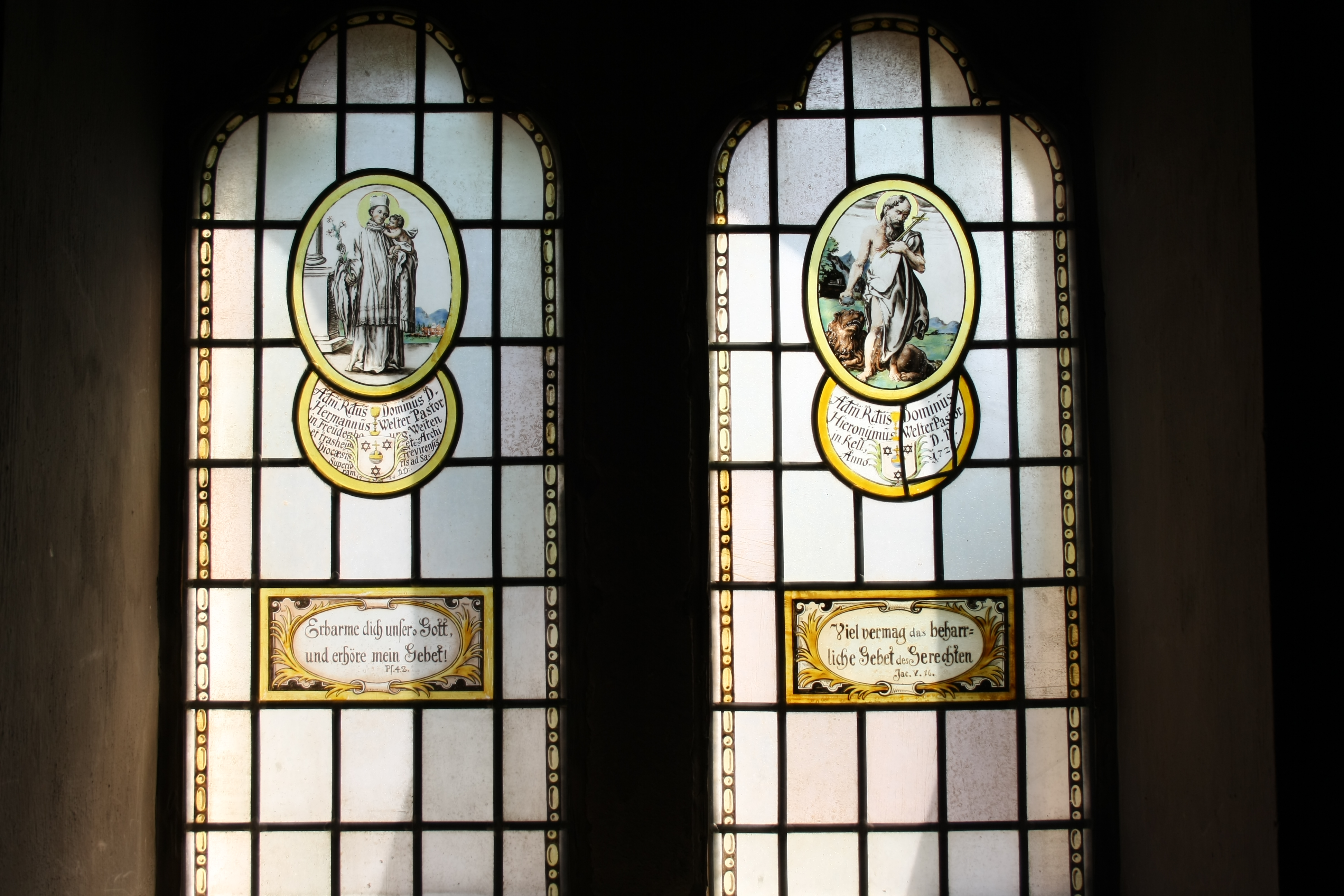
Antonius von Padua (links) und der Evangelist Markus (rechts)
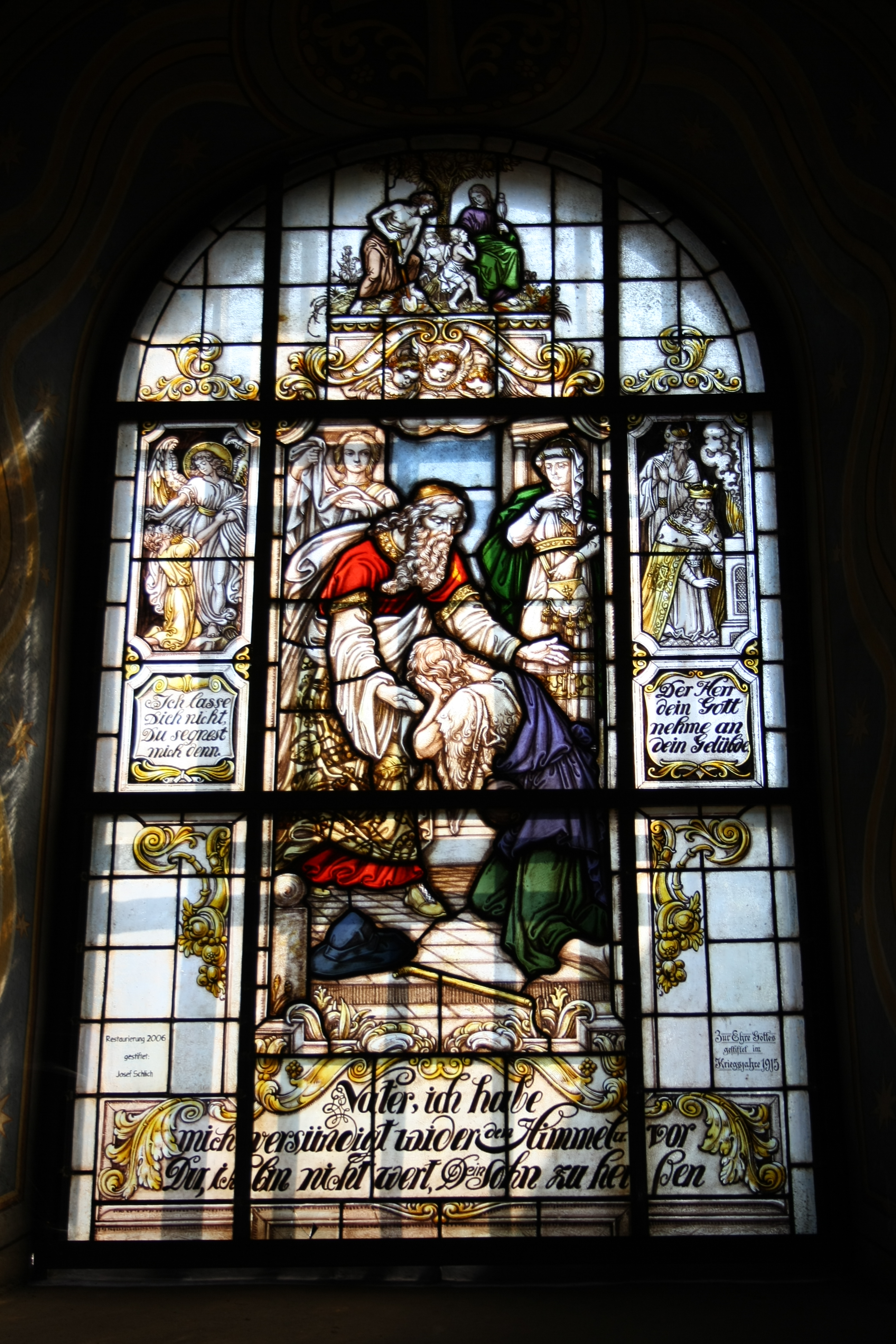
Verlorener Sohn
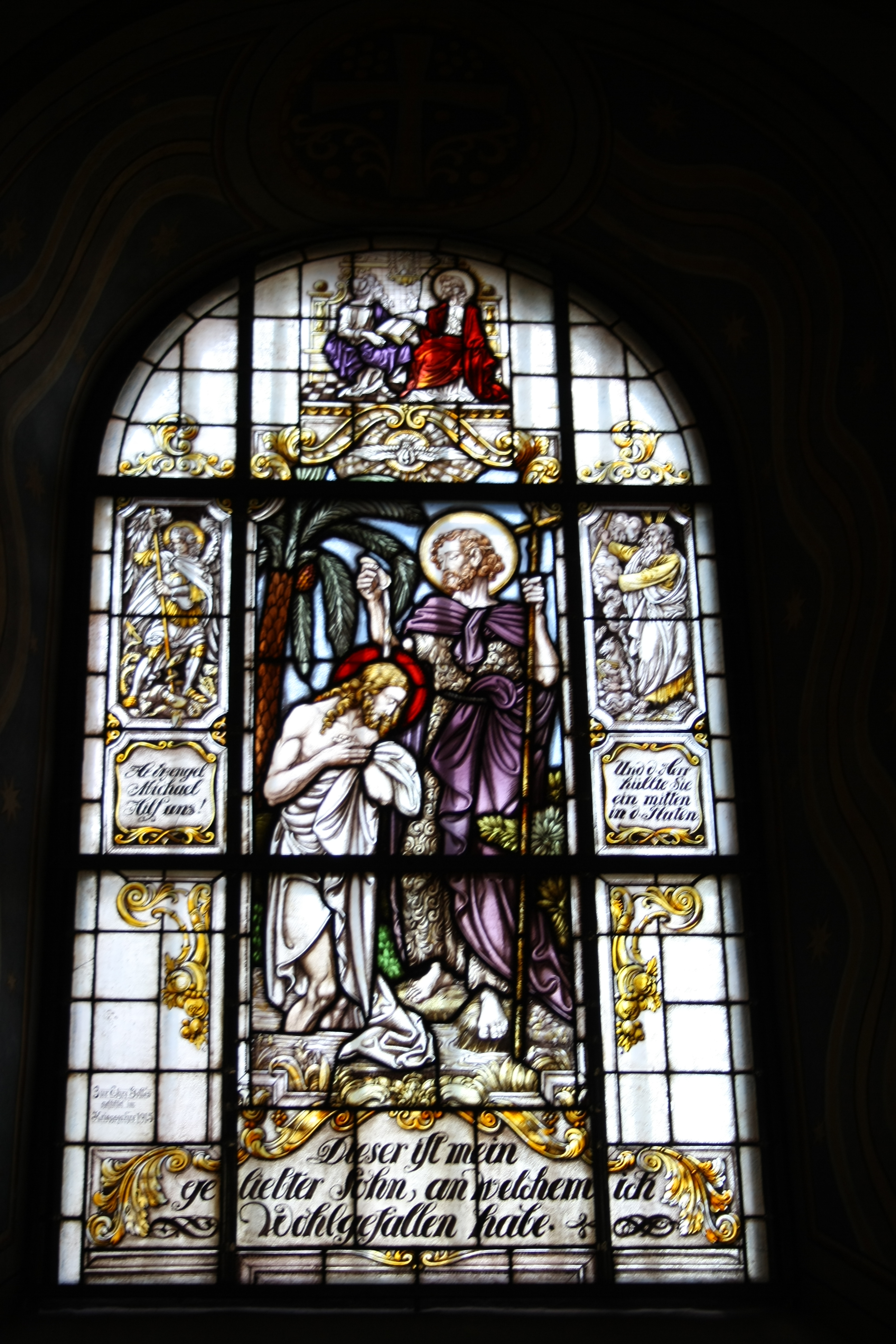
Johannes der Täufer
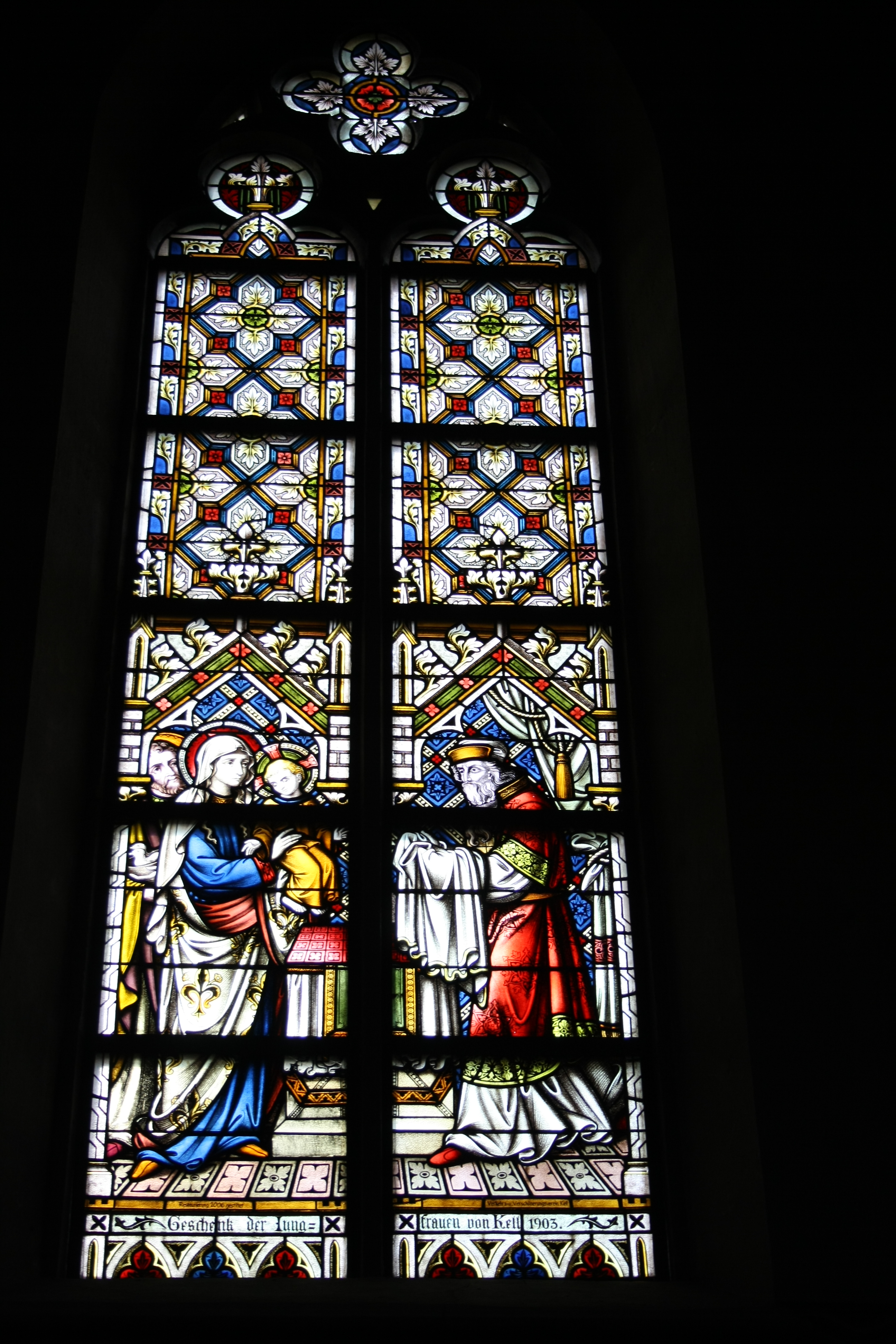
Beschneidung des Herrn
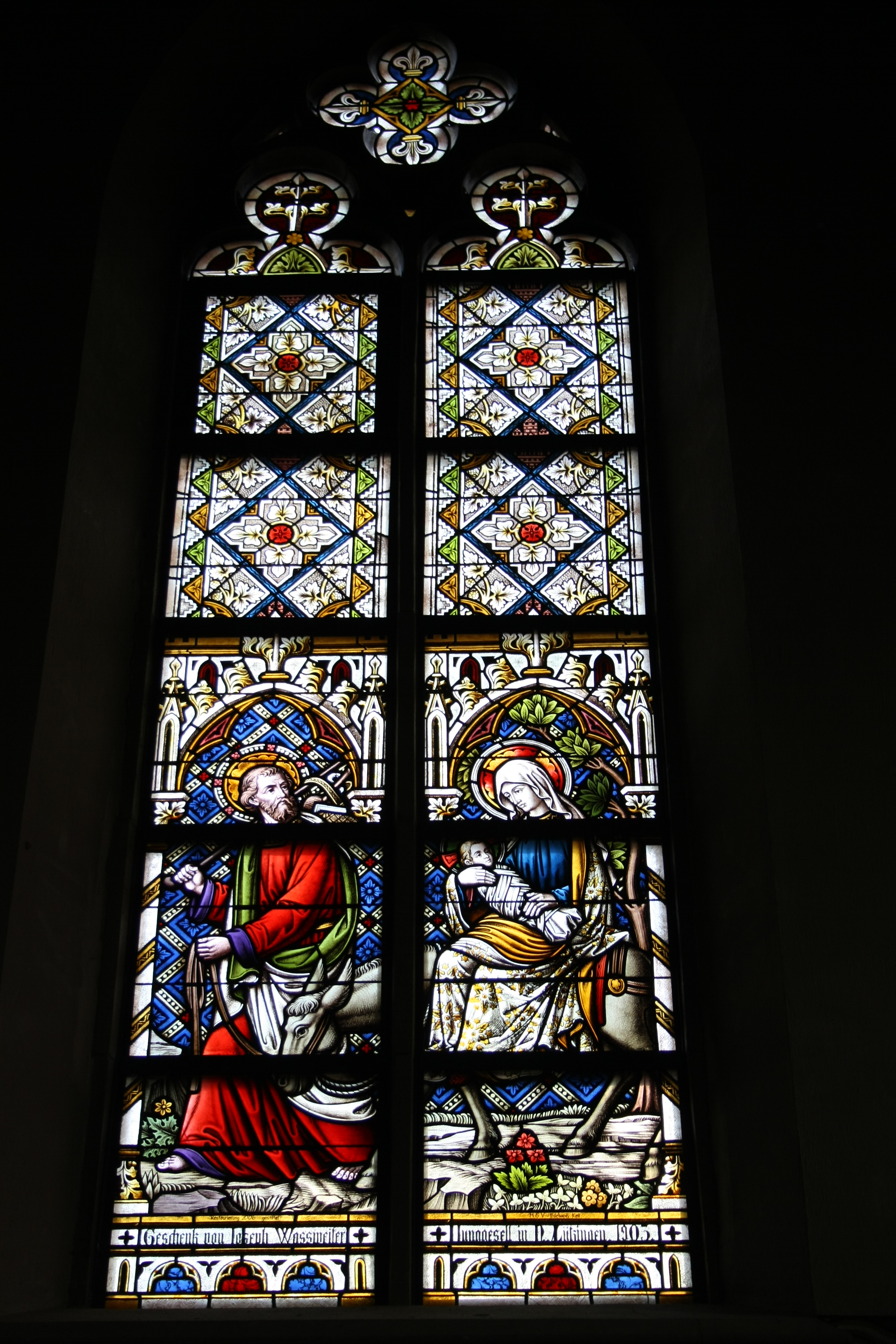
Flucht nach Ägypten
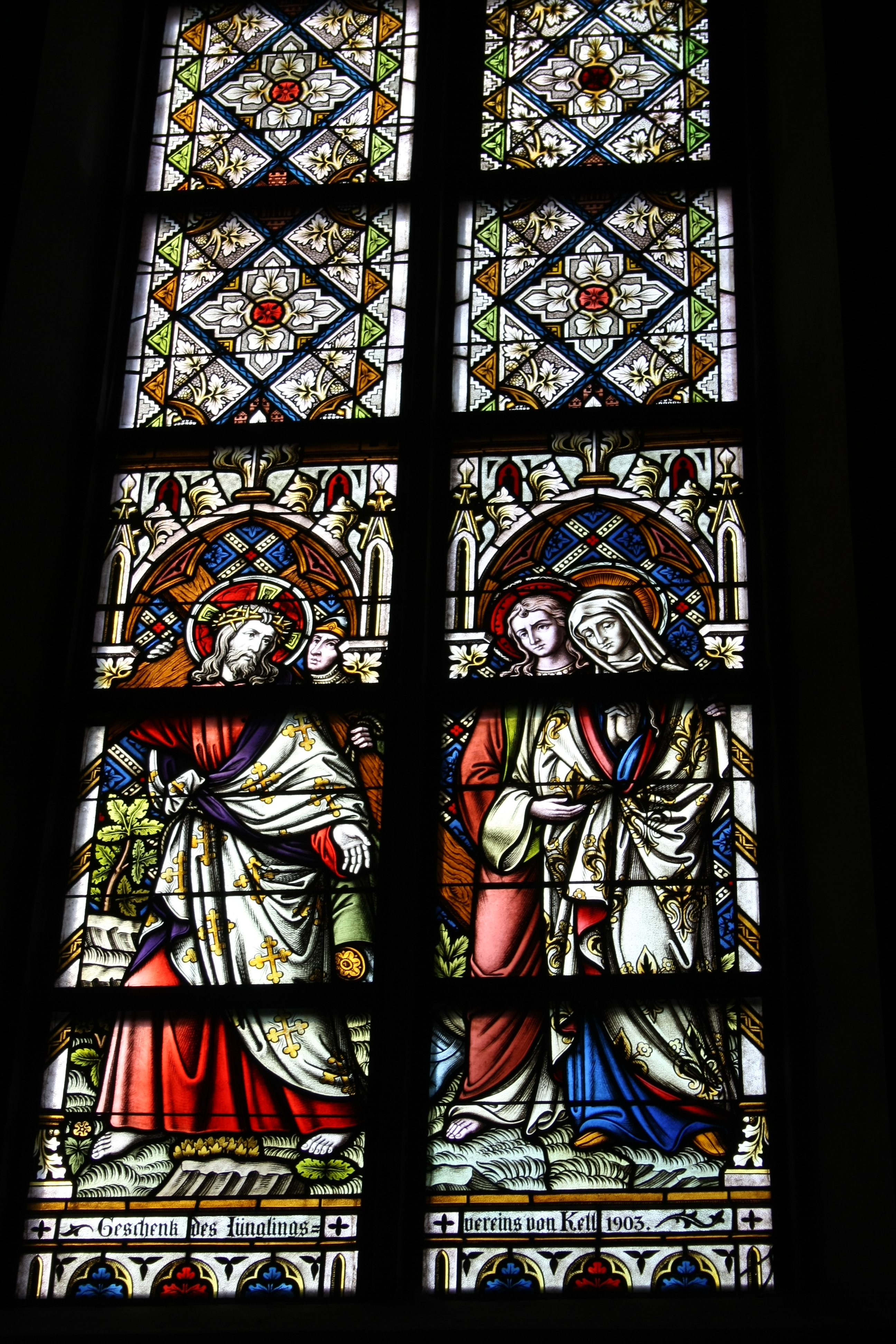
Jesus mit Dornenkrone, Apostel Johannes und Maria
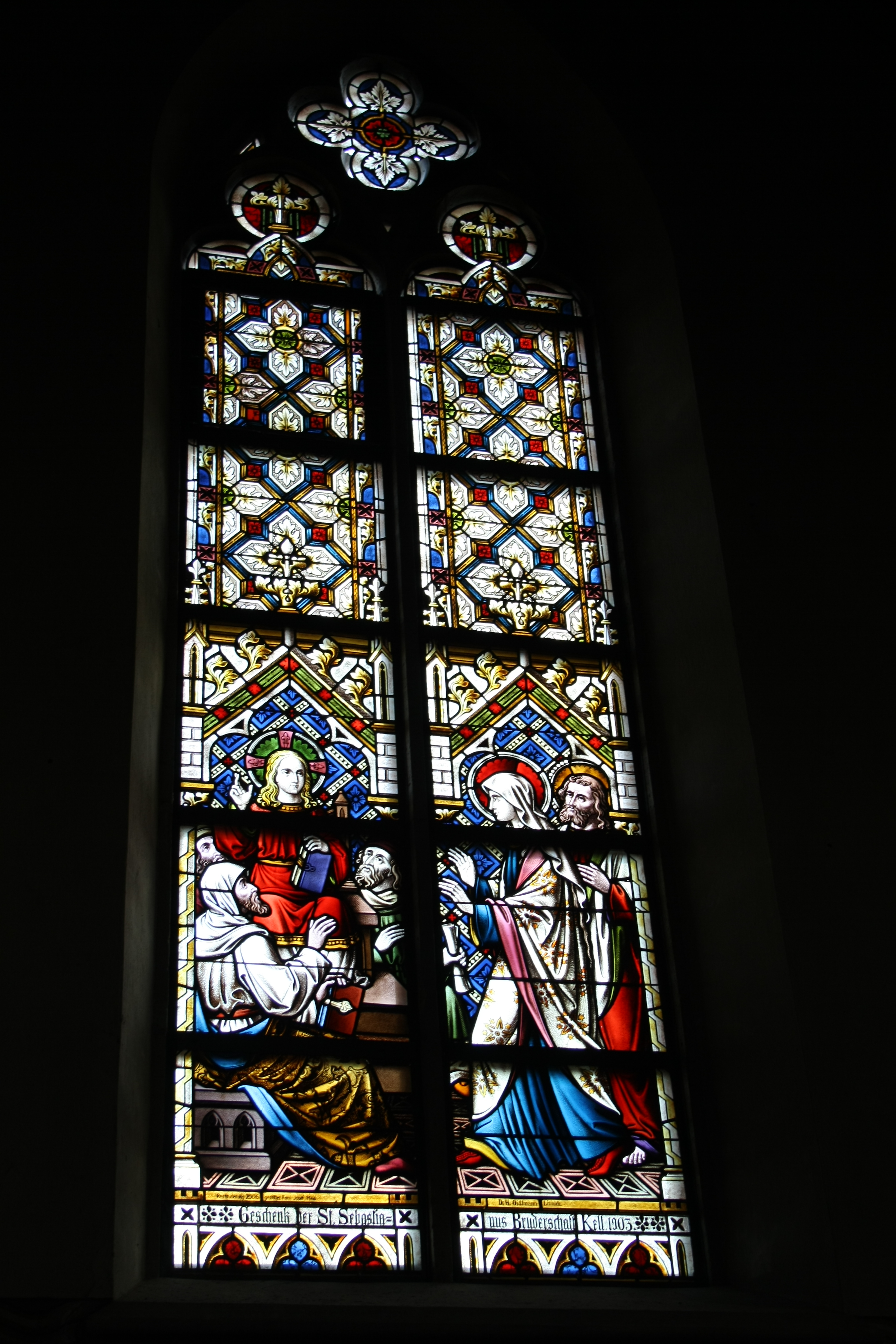
Jesus unter den Schriftgelehrten
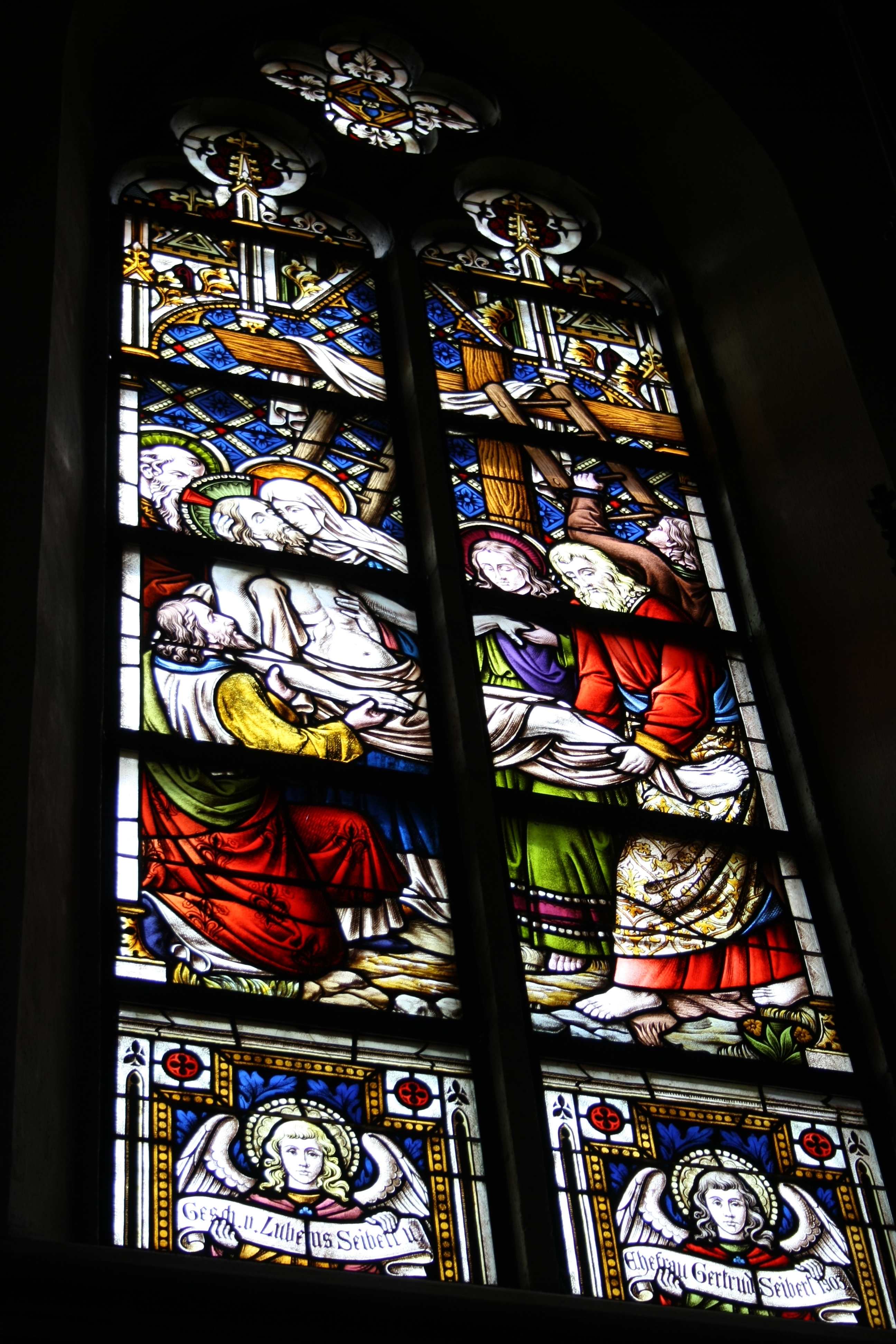
Kreuzabnahme
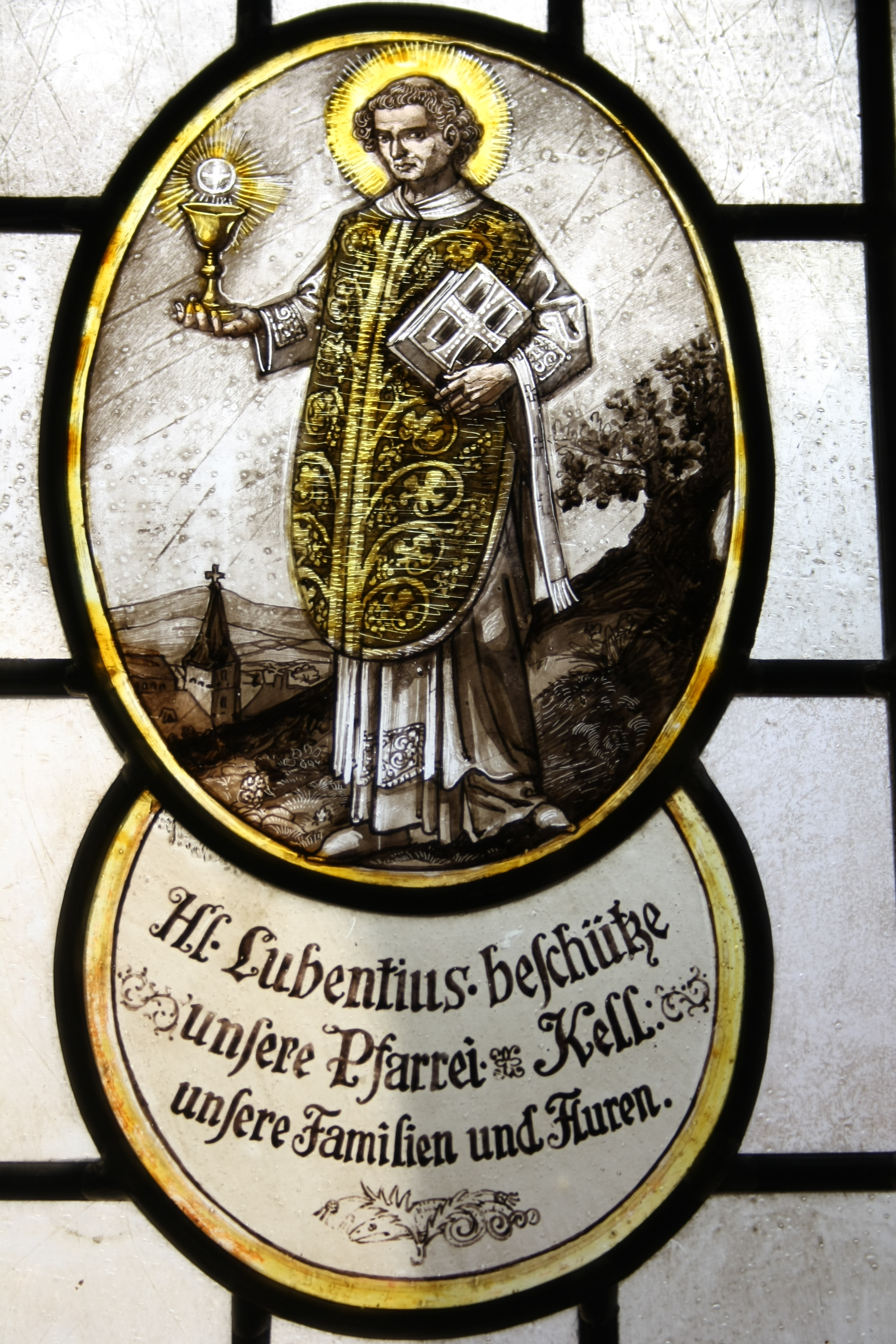
Heiliger Lubentius

## Orgel
1785 wurde eine Einhandorgel für die Kirche in Koblenz-Ehrenbreitstein von dem Orgelbauer Johann Wilhelm Schöler erbaut, die 1921 nach Kell gelangte. Nach einer Restaurierung im Jahre 1990 erhielt sie ihr ursprüngliches Klangbild zurück.

## Denkmalschutz
Die Pfarrkirche St. Lubentius ist in der Liste der Kulturdenkmäler in Andernach verzeichnet.